# Spyridon Yánnaros
Spyridon Jristos Yánnaros –en griego, Σπυρίδων Χρήστος Γιάνναρος– (Atenas, 12 de mayo de 1992) es un deportista griego que compitió en remo.
Ganó cuatro medallas en el Campeonato Mundial de Remo entre los años 2013 y 2017, y una medalla de oro en el Campeonato Europeo de Remo de 2012.
Participó en los Juegos Olímpicos de Río de Janeiro 2016, ocupando el sexto lugar en la prueba de 
cuatro sin timonel ligero.

## Palmarés internacional
| Campeonato Mundial | Campeonato Mundial        | Campeonato Mundial | Campeonato Mundial  |
| Año                | Lugar                     | Medalla            | Prueba              |
| ------------------ | ------------------------- | ------------------ | ------------------- |
| 2013               | Chungju (Corea del Sur)   | Medalla de oro     | Cuatro scull ligero |
| 2014               | Ámsterdam (Países Bajos)  | Medalla de oro     | Cuatro scull ligero |
| 2016               | Róterdam (Países Bajos)   | Medalla de bronce  | Cuatro scull ligero |
| 2017               | Sarasota (Estados Unidos) | Medalla de bronce  | Cuatro scull ligero |
| Campeonato Europeo |                           |                    |                     |
| Año                | Lugar                     | Medalla            | Prueba              |
| 2012               | Varese (Italia)           | Medalla de oro     | Doble scull ligero  |